# 堀江由衣×浅野真澄の＃とれとれ
『堀江由衣×浅野真澄の#とれとれ』（ほりえゆい あさのますみのとれとれ）は、2019年10月2日から2024年3月30日まで文化放送で放送されたラジオ番組である。

## 概要
「トレンド」をテーマとした情報バラエティ番組。文化放送のナイターオフのワイド番組として2019年10月1日から2020年3月27日まで放送していた『みらいブンカ village』内の曜日別番組としてスタート。『みらいブンカ village』時代は2時間の生番組であったが、同レーベル終了後の2020年3月30日より、事前収録形式の30分番組として継続。
スポンサーは期間限定で当初は岡畑農園が度々付き、コラボ商品なども開発している。2021年6月放送から、スポンサーが岡畑農園の他に、青森県のアップルファームクラブ（リンゴ農園）が、2022年3月には、日本料理の菊屋（千葉県成田市）がスポンサーに、2022年7月からスポンサーが埼玉県川越市のイチゴ農園の@FARM（アット・ファーム）が就き、同年7月16日放送では、イチゴ農家の削りいちごを紹介。2023年8月に再びスポンサー就任時にはイチゴ栽培は時期が外れてしまっていたので、代わりに削りメロンを紹介した。
2024年3月16日の放送で、同月30日をもって放送終了する事が発表された。

## 放送時間
- 2019年10月2日 - 2020年3月25日（『みらいブンカ village』内番組として）

毎週水曜日 19:00 - 21:00
- 2020年3月30日 - 2021年3月15日

毎週月曜日 21:00 - 21:30
- 2021年4月3日 - 9月25日、2022年4月9日[6] - 2023年3月25日

毎週土曜日 18:30 - 18:57
- 2021年10月1日 - 2022年3月18日[8]

毎週金曜日 20:00 - 20:30
- 2023年4月1日 -  2024年3月30日

毎週土曜日 19:30 - 19:57

## コーナー
とれとれ トレンドニュース
超常識クイズ
常識人なはずなのに興味がないことはとことん知らない浅野真澄に対して、浅野が全く興味の無さそうなジャンルの常識問題をリスナーから募集し出題するコーナー。
浅野理論! 堀江理論!
リスナーから質問を募集し、独自の哲学を持つ浅野真澄の「浅野理論」を引き出すコーナー。
脈あるかも委員会
リスナーの異性に対する悩みについて、脈があるのかないのかをパーソナリティーらが判定するコーナー。岡畑農園の提供コーナーとしてスタート。同社の提供がない期間も定期コーナーとして継続している。吉田貴司の漫画『やれたかも委員会』がモチーフ。
とある研究者の結果報告
リスナーの経験則から得たあるあるなどを「とある研究者の報告によると・・」とつけるとそれなりに聞こえることを実証するコーナー。
トニカクヤサシイ
もとは「やさしさライセンス」という名のコーナーを予定していたが、浅野のパートナーである漫画家・畑健二郎の代表作をもじって「トニカクヤサシイ」というタイトルになる。浅野が畑に対して優しくできるように話し合いアイデアを出すコーナー。
ベレ出版 presents 超学びなおしクイズ
ベレ出版が2022年8月中、2023年5月中のスポンサーとなったことで実施されたクイズコーナー。内容は英会話から統計問題まで。パーソナリティが互いに問題を出し合って答える形式。
パーソナルエイド presents 超謎解きクイズ
パーソナルエイド（パソコン修理、茨城県常陸太田市）が2022年9月中のスポンサーとなったことで実施されたクイズコーナー。毎回番組のパソコンが壊れたという体での小芝居から始まる。パーソナリティが互いに問題を出し合って答える形式。
明日行きたい埼玉の公園
埼玉県公園緑地協会が2022年11月中のスポンサーとなったことで実施された埼玉の公園紹介コーナー。紹介の後半には紹介されている公園にまつわるクイズコーナーが突然挿入される。